# 松原治郎
松原 治郎（まつばら はるお、1930年7月11日 - 1984年4月20日）は、日本の教育社会学者。

## 来歴
東京出身。東京大学卒。東京学芸大学助教授、東京大学教育学部助教授、78年教授。家族、青年問題などで積極的に発言。農村の実地調査など積極的に行い、地域社会学(コミュニティ社会学)に関して広く研究成果を発表していた。

## 著書
- 現代の家族 新しい家庭への条件 日本経済新聞社 1964 日経新書
- 日本の社会開発 福村出版 1968 福村叢書
- 核家族時代 日本放送出版協会 1969 NHKブックス
- 現代の青年 変動期における意識と行動 1971 中公新書
- 生活優先の原理 福祉社会への条件 1973 講談社現代新書
- 日本青年の意識構造 「不安」と「不満」のメカニズム 弘文堂 1974
- コミュニティの社会学 東京大学出版会 1978.4 現代社会学叢書
- 日本の青少年 青少年教育の提唱 東京書籍 1978.11 東書選書
- 家族の危機 日本経済新聞社 1983.9

## 共著編
- 農村社会構造と農協組織 綿貫譲治,蓮見音彦共編 時潮社 1964
- 出稼ぎの村と暮らし 田辺信一,山本英治共編 新生活運動協会 1965 新生活新書
- 福祉社会学 副田義也共編 川島書店 1966
- 産業と教育 岩井竜也共編著 第一法規出版 1967 教育学叢書
- 社会調査法 福武直共編 1967 有斐閣双書
- 社会学研究入門 綿貫譲治共編 東京大学出版会 1968
- 農村社会学 余田博通共編 川島書店 1968 社会学選書
- 農村社会と構造政策 蓮見音彦共著 東京大学出版会 1968
- 家族生活の社会学 高橋均,細川幹夫共著 学文社 1971
- 公害と地域社会 生活と住民運動の社会学 日本経済新聞社, 1971
- 生活構造の理論 青井和夫,副田義也共編 1971 有斐閣双書
- 地域社会の形成と教育の問題 神奈川県大井町 小野浩共編著 地域社会研究所 1971 コミュニティ叢書
- 新しい社会学 社会学の現代的課題 竹内郁郎共編 1973. 有斐閣選書
- 住民参加と自治の革新 学陽書房 1974. あすの地方自治をさぐる
- 住民運動の論理 運動の展開過程・課題と展望 似田貝香門共編著 学陽書房 1976
- 企業の中高年危機 崩れる日本的経営の基盤 松山美保子共編 日本経済新聞社 1977.11
- コミュニティと教育 運動と参加の時代の教育を考える 学陽書房 1977
- 青年 社会・心理・病理 岡堂哲雄共編 至文堂 1977-78
- 学歴主義のつぎにくるもの 企業の求める人材は変った 千石保共編著 学陽書房 1978.11
- 地域の復権 学陽書房 1980.10 「地方の時代」の地方自治
- 日本型高齢化社会 ソフト・ランディングへの提言 1981.10. 有斐閣選書
- 人間生活の社会学 山本英治共編 垣内出版 1982.4
- 学習社会の成立と教育の再編 長野県上田市 久富善之共編著 東京大学出版会 1983.2 地域社会研究所コミュニティ叢書
- 教育調査法 1985.7 有斐閣双書

## 翻訳
- 家族 ウィリアム・J.グード 山村健共訳 至誠堂 1967 現代社会学入門
- 子どもと政治 その政治的社会化 F.I.グリーンスタイン 高橋均共訳 福村出版 1972
- 大学の官僚制 H.ストループ 小野浩,石田純共訳 東京大学出版会 1972 大学問題シリーズ